# Biopiractwo
Biopiractwo – praktyka zawłaszczania dziedzictwa genetycznego przyrody przez wielkie koncerny, patentujące poszczególne geny i modyfikowane genetycznie organizmy, a nawet całe gatunki dzikich organizmów, np. roślin leczniczych, o których wiedzę zdobywa się od pierwotnych mieszkańców krajów tropikalnych, którzy w rezultacie oficjalnie tracą prawo do korzystania z tradycyjnej, wypracowanej przez pokolenia wiedzy swego ludu na rzecz wielkich firm farmaceutycznych.
Podobnie dzieje się z niektórymi gatunkami i odmianami roślin uprawnych i użytkowych.
Przykładem biopiractwa może być próba opatentowania przez firmę RiceTec z Teksasu ryżu Basmati, odmiany wyhodowanej przed setkami lat przez rolników z podnóża Himalajów indyjsko-pakistańskich, uważanej za najlepszą odmianę ryżu na świecie, którą RiceTec dostosował do warunków uprawy w USA, co jednak nie miało wpływu na jego wygląd, smak i aromat. W rezultacie przyjęcia wniosku patentowego, indyjscy i pakistańscy rolnicy nie mogli sprzedawać swego ryżu za granicę bez opłat licencyjnych, jednak społeczna międzynarodowa kampania sprzeciwu doprowadziła do anulowania decyzji Urzędu Patentowego USA.